# Ernst Gunter av Holstein-Augustenburg (1863–1921)

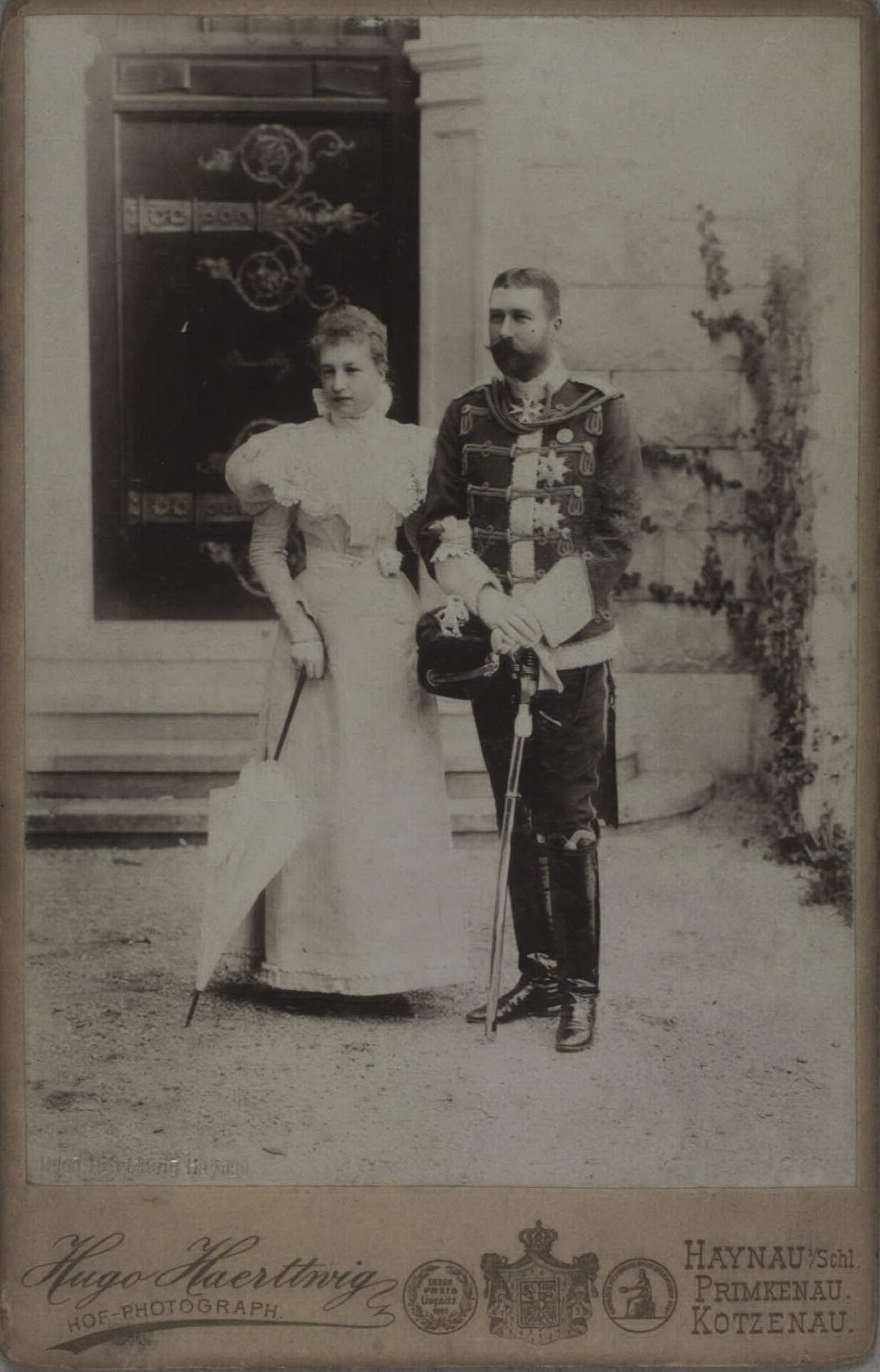
Ernst Gunter och Dorotea av Holstein-Augustenburg, 1901

Ernst Gunter (tyska: Ernst Günther) av Holstein-Augustenburg, född 1863, död 1921, var en hertig av Schleswig-Holstein.
Han var son till hertig Fredrik av Schleswig-Holstein-Sonderburg-Augustenburg och hans maka Adelheid av Hohenlohe-Langenburg. Han gifte sig 2 augusti 1898 i Coburg med Dorothea av Sachsen-Coburg-Gotha (1881–1967) dotter till prins Philipp av Sachsen-Coburg-Gotha och hans maka Louise av Belgien. Paret blev barnlöst.
Ernst Günther hade tidigare gjort en del äktenskapliga trevare bland drottning Viktorias barnbarn i England, men hon avvisade att bli släkt med "odious Gunther", som hon kallade honom, på grund av hans utsvävande liv.

## Utmärkelser
- Kommendör med stora korset av Vasaorden, 1890.[4]